# 니우아토푸타푸어
니우아토푸타푸어는 통가의 니우아토푸타푸섬에서 쓰였던 폴리네시아어군 언어이다. 18~19세기의 어느 시점에 사멸하여 통가어로 대체되었다. 니우아토푸타푸어에 대해 알려진 사실은 거의 모두 네덜란드의 항해가 야코프 르메르가 1616년에 작성한 어휘 목록에서 나온 것이다. 글로톨로그에 따르면 동우베아어 및 니우아포오우어와 가장 가까운 관계로서 동우베아·니우아포오우어군을 이루었다.

## 어휘 예시
| 한국어 | 니우아토푸타푸어 |
| ------ | ---------------- |
| 물고기 | ika              |
| 산호   | kasoa            |
| 그     | li               |
| 하나   | tasi             |
| 둘     | lua              |
| 셋     | tolu             |
| 다섯   | lima             |
| 참마   | ʔufi             |

## 참고 문헌
- Kern, R. A. (1948). “The vocabularies of Jacob Le Maire”. 《Acta Orientalia》 20: 216-237.
- Dye, Tom (1983). “Fish and fishing on Niuatoputapu”. 《Oceania》 53 (3): 242-271.